# Bae Da-bin
Bae Da-bin (en hangul, 배다빈; nacida el 24 de diciembre de 1993) es una actriz y modelo surcoreana.

## Vida personal
La familia de Bae Da-bin, formada por los padres y seis hijos (de los cuales es la segunda, mayor de las hijas), se mudó a Nueva Zelanda cuando ella estaba en quinto curso de la escuela primaria. Da-bin cuenta por ello con la doble nacionalidad; regresó a Corea a los 21 años, mientras sus padres siguen viviendo allí, donde regentan un restaurante. Durante ese tiempo estudió piano. Entró a trabajar a tiempo parcial en un empleo relacionado con la radiodifusión, y entonces nació en ella el interés por probarse como actriz, de modo que participó en audiciones y ganó su primer papel.
Uno de sus hermanos menores es Hoyoung, miembro de la boy band surcoreana de K-pop Veryvery, que como ella volvió de Nueva Zelanda para seguir una carrera artística. Da-bin, como hermana mayor, lo atendió en los estudios y lo acompañaba a las audiciones. En 2022 la actriz vivía sola en un piso de Seúl, aunque mantiene un estrecho contacto con Hoyoung, pues los demás hermanos seguían viviendo en Nueva Zelanda.

## Carrera
Bae Da-bin se dio a conocer al público primero como modelo publicitaria en 2013, apareciendo en anuncios para empresas de telecomunicaciones, cosméticos y café, entre otros. Ha desarrollado su carrera como actriz tanto en vídeos musicales como cine y televisión. Su primer papel como actriz llegó en 2016 como protagonista de una serie web con episodios que duraban 72 segundos, titulada Banana Actually. Dos años después entró como secundaria en varias series importantes ya en televisión convencional, como My ID is Gangnam Beauty y Less Than Evil; en la primera como Kwon Yoon-byul y en la segunda como la dura y astuta oficial de policía Sin Ga-yeong. Mientras tanto, en noviembre de 2017 había firmado un contrato de representación exclusiva con la agencia SM Culture & Contents.
Tras un primer contacto con el medio cinematográfico en 2019, lo que la propia actriz considera su debut en él se produjo en 2021 con Pipeline, donde es la única componente femenina de una banda que intenta robar petróleo de un oleoducto. En 2022 llegó el primer papel protagonista para la actriz: el de Hyun Mi-rae, una compradora personal para clientes adinerados, en It's Beautiful Now, una serie de fin de semana en cincuenta episodios emitida por KBS2. El trabajo se vio premiado con audiencias que llegaron a superar el 29 % y los cinco millones de espectadores.
Al año siguiente coprotagonizó la serie de Disney+ Han River Police, una comedia de acción centrada en las fuerzas de policía que trabajan en el río Han; para este papel la actriz tuvo que superar su miedo al agua practicando natación en las semanas previas al rodaje.
Paralelamente a su trabajo como actriz, Bae sigue activa como modelo publicitaria. Por ejemplo, en junio de 2023 fue elegida como la imagen de marca de una línea de alimentos saludables para Youngjin Pharmaceutical. Ha aparecido asimismo en campañas para tarjetas de crédito (del banco KB Kookmin, 2021), electrodomésticos (un refrigerador para kimchi de LG, 2020), seguros, valores, telefonía, etc.

## Filmografía

### Cine
| Año  | Título    | Hangul        | Papel                | Ref.          |
| ---- | --------- | ------------- | -------------------- | ------------- |
| 2019 | Bella voz | 뷰티풀 보이스 | Jessica              | [ 16 ]        |
| 2021 | Pipeline  | 파이프라인    | Contadora de monitor | [ 17 ] [ 18 ] |

### Series de televisión
| Año  | Título                  | Papel          | Canal   | Notas                        | Ref.                 |
| ---- | ----------------------- | -------------- | ------- | ---------------------------- | -------------------- |
| 2016 | Banana Actually         | Da-bin         |         | Serie web, segunda temporada | [ 6 ] [ 19 ]         |
| 2018 | Should We Kiss First?   | Son I-deun     | SBS     |                              | [ 20 ]               |
| 2018 | Queen of Mystery 2      | Kim Han-na     | KBS2    |                              | [ 21 ]               |
| 2018 | My ID is Gangnam Beauty | Kwon Yoon-byul | JTBC    |                              | [ 8 ]                |
| 2018 | Less Than Evil          | Sin Ga-yeong   | MBC     |                              | [ 22 ]               |
| 2019 | Arthdal Chronicles      | Mi Roo-sol     | tvN     | Primera temporada            | [ 23 ]               |
| 2020 | Do You Like Brahms?     | Kang Min-sung  | SBS     |                              | [ 4 ] [ 24 ]         |
| 2020 | More Than Friends       | Kwon Yoo-ra    | JTBC    |                              | [ 25 ]               |
| 2021 | Love Alarm              | Lee Wei-ju     | Netflix | Serie web, segunda temporada | [ 26 ]               |
| 2022 | It's Beautiful Now      | Hyun Mi-rae    | KBS2    |                              | [ 11 ] [ 12 ] [ 27 ] |
| 2023 | Han River Police        | Do Na-hee      | Disney+ | Serie web                    | [ 28 ] [ 29 ]        |

### Vídeos musicales
| Año  | Canción  | Hangul | Cantante/grupo | Notas                    | Ref.   |
| ---- | -------- | ------ | -------------- | ------------------------ | ------ |
| 2019 | «Cuadro» | 그림   | Boohwal        | Dirigido por Lee Jae-han | [ 30 ] |

## Otras actividades

### Programas de variedades televisivas
| Año  | Título                                             | Hangul            | Función  | Canal | Notas                             | Ref.                |
| ---- | -------------------------------------------------- | ----------------- | -------- | ----- | --------------------------------- | ------------------- |
| 2022 | El hijo problemático de la habitación de la azotea | 옥탑방의 문제아들 | Invitada | KBS2  | 30 de marzo de 2022               | [ 31 ] [ 32 ]       |
| 2022 | Yo vivo solo                                       | 나 혼자 산다      | Invitada | MBC   | Programa n.º 471, 18 de noviembre | [ 2 ] [ 33 ] [ 34 ] |
| 2023 | Yo vivo solo                                       | 나 혼자 산다      | Invitada | MBC   | 27 de enero de 2023               | [ 5 ] [ 35 ]        |

## Premios y nominaciones
| Año  | Premios          | Categoría                       | Papel              | Resultado | Ref.   |
| ---- | ---------------- | ------------------------------- | ------------------ | --------- | ------ |
| 2022 | KBS Drama Awards | Mejor actriz revelación         | It's Beautiful Now | Nominada  | [ 36 ] |
| 2022 | KBS Drama Awards | Mejor pareja (con Yoo Shi-yoon) | It's Beautiful Now | Ganadores | [ 37 ] |